# Fadhel Jaziri
Fadhel Jaziri (àrab: الفاضل الجزيري, al-Fāḍil al-Jazīrī) (Tunis, 1948 - 11 d'agost de 2025) va ser un actor i director tunisià.

## Biografia
Va néixer en una família de classe mitjana baixa de la Medina de Tunis coneguda per la fabricació de txètxies. El seu pare era un conegut llibreter a Bab Souika i gerent del cafè Ramsès i de l'hotel Zitouna, espais de trobada de polítics, escriptors, gent de teatre i músics. Aquest marc va permetre al jove Jaziri desenvolupar la seva passió per la cultura i el teatre. Va completar els seus estudis secundaris al Collège Sadiki, on va formar part d'un grup de teatre escolar que incloïa el futur ministre de Cultura Abderraouf El Basti i l'actor Raouf Ben Amor. Sota la direcció de Mohsen Ben Abdallah, Fadhel Jaziri té el privilegi de ser un dels estudiants de Zoubeir Turki en dibuix i d'Ahmed Larbi en llengua àrab.
Ja estudiant, va participar en les manifestacions de 1968 i a la vaga estudiantil a la Facultat de lletres i ciències humanes de la Universitat de Tunis, on va destacar parlant en una de les aules per expressar el seu suport com a representant de la comissió d'estudiants. El 1969 es va incorporar a la facultat a la secció de filosofia, però va ser acomiadat ràpidament a causa de les seves preses de posició.
Les seves primeres activitats teatrals van començar a la Maison de la culture Ibn-Khaldoun on va participar com a figurant a l'obra Mourad III d'Aly Ben Ayed i Habib Boularès. Posteriorment es va beneficiar d'una beca a Londres, acompanyat per Hédi Guella, Raouf Ben Amor i Ridha Ben Sliman. De tornada a Tunísia, el 1972, va participar en la fundació del Théâtre du Sud, a Gafsa, amb Fadhel Jaïbi, Jalila Baccar, Raja Farhat i Mohamed Driss, on va dirigir l'obra Jha wal charq al Hair. El 1976 va fundar, amb Fadhel Jaïbi i Habib Masrouki, el Nouveau Théâtre de Tunis i va produir La Noce, Ghassalet Ennouader, Arab i El Karita, amb una companyia de teatre amateur que incloïa Lamine Nahdi, Kamel Touati, Abdelhamid Guayas i Tawfik Bahri.
Al cinema, Jaziri va actuar el 1973 a Sejnane d'Abdellatif Ben Ammar, el 1976 a Il Messia de Roberto Rossellini i el 1982 a Traversées de Mahmoud Ben Mahmoud. El 2007, va dirigir la pel·lícula Thalathoun (‘Trenta’). El 2016 va dirigir Éclipses (Khousouf) amb Ali Jaziri i Yasmine Bouabid com a caps de cartell.
El 2006, Fadhel Jaziri va ser condecorat amb la insígnia de comandant de l'Orde del Mèrit Cultural de Tunísia.
Realitzà diversos dels seus espectacles acompanyat de Samir Agrebi, com ara Nouba (1991), Hadhra (que segueix sent un dels seus majors èxits fins avui), Noujoum (1992) i posteriorment Ezzaza i Hadhra 2010.
Membre de la comissió econòmica i social de Crida per Tunísia, va anunciar la seva dimissió del partit el 15 de gener de 2016.